# 北島斉孝
北島 斉孝（齊孝、きたじま なりのり、1863年9月11日〈文久3年7月29日〉- 1918年〈大正7年〉11月9日）は、日本の神職、政治家、華族。出雲大社北島国造家76代、貴族院男爵議員。旧名・殿若丸。

## 経歴
出雲国出雲郡（現島根県出雲市大社町）で北島国造家75代・北島脩孝の長男として生まれる。父の死去に伴い1893年（明治26年）4月7日、男爵を襲爵した。
1882年（明治15年）出雲大社権宮司に就任。同禰宜、大教正、神道出雲教（現出雲教）大教主を務めた。
1908年（明治41年）7月1日、貴族院男爵議員補欠選挙で当選し、公正会に所属して活動し、死去するまで在任した。

## 親族
- 父：北島脩孝
  - 妹：冷泉福子（冷泉為勇夫人）[1]
- 妻：北島延子（のぶこ、清閑寺盛房長女）[1]
  - 長男：北島貴孝（貴族院男爵議員）[1]

## 栄典
勲章等
- 1915年（大正4年）11月7日 - 勲四等瑞宝章[12][13]

位階
- 1877年（明治10年）7月 - 従五位[2]
- 1889年（明治22年）12月9日 - 正五位[2][14]

- 1894年（明治27年）5月11日 - 従四位[15]
- 1901年（明治34年）12月 - 正四位[2]
- 1910年（明治43年）12月27日 - 従三位[2]